# Wanda (ort)
Wanda är en ort i Argentina.   Den ligger i provinsen Misiones, i den nordöstra delen av landet, 1 000 km norr om huvudstaden Buenos Aires. Wanda ligger 206 meter över havet och antalet invånare är 15 529.
Terrängen runt Wanda är platt, och sluttar västerut. Närmaste större samhälle är Puerto Esperanza, 12,1 km väster om Wanda.
I omgivningarna runt Wanda växer i huvudsak städsegrön lövskog. Runt Wanda är det ganska glesbefolkat, med 27 invånare per kvadratkilometer.